# Transportador de rodillos

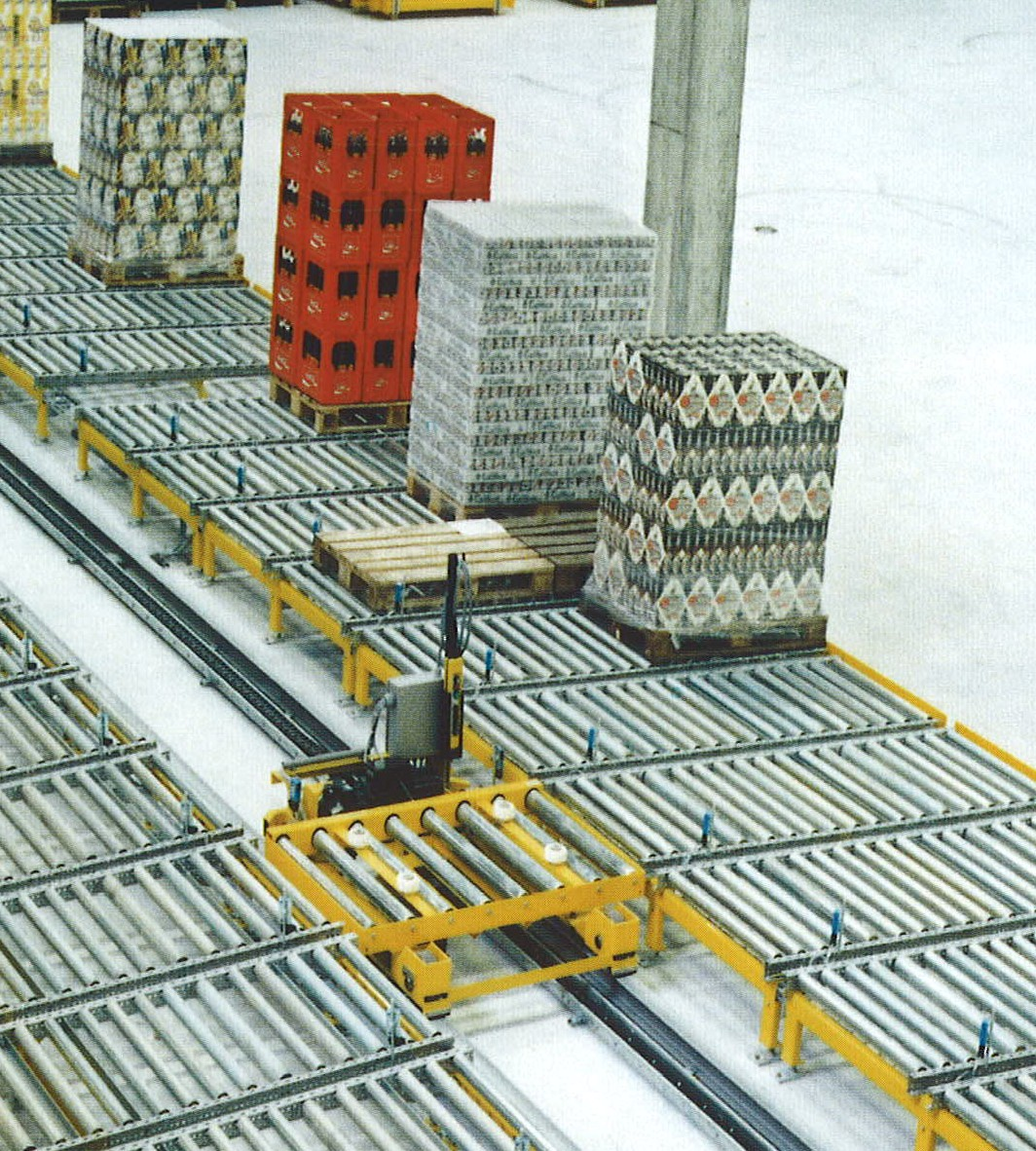
Transportador de rodillos.

El transportador de rodillos es un dispositivo que, como su nombre indica, utiliza rodillos metálicos para facilitar el manejo y traslado de una gran diversidad de objetos, tales como cajas, tarimas, llantas, tambos, palés, paquetes, etc. siempre y cuando cumplan la condición de contar con un fondo regular. En caso contrario, suelen emplearse otro tipo de dispositivos como el transportador de banda, el transportador helicoidal, etc. El transportador de rodillos se utiliza en múltiples procesos industriales y en almacenes.

## Tipos de transportadores de rodillos
Por la forma en que están construidos y su accionamiento podemos dividirlos en varios tipos:

### Por gravedad
Como su nombre indica, este dispositivo se apoya en la fuerza de gravedad del objeto para que se deslice entre los rodillos.

### De rodillos por banda
En este tipo de transportadores los rodillos son accionados por medio de una banda que los motoriza.

### De rodillos accionados por cadena
En este tipo de transportadores los rodillos son accionados por medio de una cadena que transmite el movimiento de rodillo a rodillo; este tipo de transportadores es ideal para el manejo de objetos de servicio pesado, como pueden ser tarimas o tambos.
- De rodillos para manejo de material a granel: Este tipo de transportadores es el más utilizado para el transporte de mineral, comparado con el sistema de trenes y camiones de gran capacidad de carga más de 200 t de carga, por ser el de menor costo para su mantenimiento. En este caso el material es transportado por una cinta o banda.

Los rodillos que se emplean en este tipo de transportadores se pueden clasificar de tres tipos:
- Rodillos de impacto

Estos rodillos son los que reciben la carga en la cinta transportadora;
están ubicados debajo de los chutes o tolvas por donde ingresa la carga, generalmente son de caucho debido a que absorben mejor el impacto.
- Rodillos de carga

Son los que transportan a lo largo de la cinta transportadora la carga de esta, generalmente son de tubo de acero y pueden ser de configuración de carga normal triple (consta de un bastidor y 3 rodillos) que son los más usados, también los hay de un solo rodillo que se denomina de carga simple.
- Rodillos de retorno

Estos rodillos van ubicados en la parte inferior de la estructura de la cinta transportadora, y la cinta se apoya en ellos cuando empieza la secuencia de retorno hacia la zona donde va a recibir nuevamente la carga.
Dependiendo de la longitud de la cinta transportadora también se colocan rodillos de carga triple autoalineante, que sirven para evitar que la cinta se desalinee a lo largo de su tramo debido al trabajo realizado; también se colocan en la zona de retorno rodillos autoalineantes.
Los diámetros más usados de los polines (poleas) son 4", 5", 6", 7"; estas medidas están relacionadas con la carga que transporta la cinta transportadora y la velocidad de la misma.

## En la actualidad
Actualmente existen una gran cantidad de fabricantes de transportadores alrededor del mundo, muchas de ellas afiliadas a CEMA (Conveyor Equipment Manufacturing Association o Asociación de fabricantes de transportadores, por su nombre en inglés), organismo que busca estandarizar el diseño, manufactura y aplicación de los transportadores.